# Partecipanti al Giro d'Italia 2021
Elenco dei partecipanti al Giro d'Italia 2021.
Il Giro d'Italia 2021 è stata la centoquattresima edizione della corsa. Alla competizione prendono parte 23 squadre, le diciannove iscritte all'UCI World Tour 2021, la Alpecin-Fenix avente diritto in quanto migliore squadra UCI ProTeam 2020 e le tre squadre invitate ovverosia la Bardiani-CSF-Faizanè, la Eolo-Kometa Cycling Team e la Androni Giocattoli-Sidermec (che ha preso il posto della Vini Zabù che si è autosospesa dalle competizioni), tutte di categoria UCI ProTeam, ciascuna delle quali composta da otto corridori, per un totale di 184 ciclisti. La corsa è partita l'8 maggio da Torino ed è terminata il 30 a Milano in Piazza del Duomo.

## Corridori per squadra[4]
Nota: R ritirato, NP non partito, FTM fuori tempo massimo, SQ squalificato
| Ineos Grenadiers            | Ineos Grenadiers            | Ineos Grenadiers            | Cofidis                            | Cofidis                            | Cofidis                            | Lotto Soudal              | Lotto Soudal                  | Lotto Soudal              |
| --------------------------- | --------------------------- | --------------------------- | ---------------------------------- | ---------------------------------- | ---------------------------------- | ------------------------- | ----------------------------- | ------------------------- |
| 1                           | Egan Bernal                 | 1°                          | 81                                 | Elia Viviani                       | 135°                               | 161                       | Caleb Ewan                    | R 8ª                      |
| 2                           | Jonathan Castroviejo        | 23°                         | 82                                 | Natnael Berhane (Lin.)             | R 15ª                              | 162                       | Jasper De Buyst               | R 9ª                      |
| 3                           | Filippo Ganna (Cr.)         | 118°                        | 83                                 | Simone Consonni                    | 110°                               | 163                       | Thomas De Gendt               | NP 16ª                    |
| 4                           | Daniel Martinez             | 5°                          | 84                                 | Nicolas Edet                       | R 14ª                              | 164                       | Kobe Goossens                 | R 12ª                     |
| 5                           | Gianni Moscon               | 29°                         | 85                                 | Victor Lafay                       | NP 19ª                             | 165                       | Roger Kluge                   | R 14ª                     |
| 6                           | Jhonatan Narváez            | 49°                         | 86                                 | Rémy Rochas                        | R 17ª                              | 166                       | Tomasz Marczyński             | NP 9ª                     |
| 7                           | Salvatore Puccio            | 94°                         | 87                                 | Fabio Sabatini                     | 133°                               | 167                       | Stefano Oldani                | 79°                       |
| 8                           | Pavel Sivakov               | NP 6ª                       | 88                                 | Attilio Viviani                    | 142°                               | 168                       | Harm Vanhoucke                | 86°                       |
| D.S.: Matteo Tosatto        | D.S.: Matteo Tosatto        | D.S.: Matteo Tosatto        | D.S.: Roberto Damiani              | D.S.: Roberto Damiani              | D.S.: Roberto Damiani              | D.S.: Mario Aerts         | D.S.: Mario Aerts             | D.S.: Mario Aerts         |
| AG2R Citroën Team           | AG2R Citroën Team           | AG2R Citroën Team           | Deceuninck-Quick Step              | Deceuninck-Quick Step              | Deceuninck-Quick Step              | Movistar Team             | Movistar Team                 | Movistar Team             |
| 11                          | Tony Gallopin               | 60°                         | 91                                 | Remco Evenepoel                    | NP 18ª                             | 171                       | Marc Soler                    | R 12ª                     |
| 12                          | François Bidard             | NP 6ª                       | 92                                 | João Almeida                       | 6°                                 | 172                       | Dario Cataldo                 | 54°                       |
| 13                          | Geoffrey Bouchard           | 58°                         | 93                                 | Rémi Cavagna (Cr.)                 | 68°                                | 173                       | Matteo Jorgenson              | 98°                       |
| 14                          | Clément Champoussin         | R 9ª                        | 94                                 | Mikkel Frølich Honoré              | 81°                                | 174                       | Nelson Oliveira               | 27°                       |
| 15                          | Alexis Gougeard             | 114°                        | 95                                 | Iljo Keisse                        | 121°                               | 175                       | Antonio Pedrero               | 22°                       |
| 16                          | Lawrence Naesen             | 119°                        | 96                                 | James Knox                         | 53°                                | 176                       | Einer Rubio                   | 39°                       |
| 17                          | Andrea Vendrame             | 50°                         | 97                                 | Fausto Masnada                     | R 12ª                              | 177                       | Albert Torres                 | 138°                      |
| 18                          | Lawrence Warbasse           | 41°                         | 98                                 | Pieter Serry                       | 56°                                | 178                       | Davide Villella               | 55°                       |
| D.S.: Stéphane Goubert      | D.S.: Stéphane Goubert      | D.S.: Stéphane Goubert      | D.S.: Davide Bramati               | D.S.: Davide Bramati               | D.S.: Davide Bramati               | D.S.: Maximilian Sciandri | D.S.: Maximilian Sciandri     | D.S.: Maximilian Sciandri |
| Alpecin-Fenix               | Alpecin-Fenix               | Alpecin-Fenix               | EF Education-Nippo                 | EF Education-Nippo                 | EF Education-Nippo                 | Team BikeExchange         | Team BikeExchange             | Team BikeExchange         |
| 21                          | Tim Merlier                 | NP 11ª                      | 101                                | Hugh Carthy                        | 8°                                 | 181                       | Simon Yates                   | 3°                        |
| 22                          | Dries De Bondt (Lin.)       | 91°                         | 102                                | Jonathan Caicedo (Lin.)            | R 11ª                              | 182                       | Michael Hepburn               | 120°                      |
| 23                          | Jimmy Janssens              | 65°                         | 103                                | Simon Carr                         | 66°                                | 183                       | Christopher Juul Jensen       | 97°                       |
| 24                          | Alexander Krieger           | 140°                        | 104                                | Ruben Guerreiro                    | R 15ª                              | 184                       | Tanel Kangert                 | 21°                       |
| 25                          | Senne Leysen                | 101°                        | 105                                | Jens Keukeleire                    | 78°                                | 185                       | Cameron Meyer (Lin.)          | 111°                      |
| 26                          | Oscar Riesebeek             | 104°                        | 106                                | Julius van den Berg                | 87°                                | 186                       | Mikel Nieve                   | 25°                       |
| 27                          | Gianni Vermeersch           | 64°                         | 107                                | Alberto Bettiol                    | 30°                                | 187                       | Nick Schultz                  | NP 18ª                    |
| 28                          | Louis Vervaeke              | 20°                         | 109                                | Tejay van Garderen                 | 84°                                | 188                       | Callum Scotson                | 83°                       |
| D.S.: Bart Leysen           | D.S.: Bart Leysen           | D.S.: Bart Leysen           | D.S.: Tom Southam                  | D.S.: Tom Southam                  | D.S.: Tom Southam                  | D.S.: Matthew White       | D.S.: Matthew White           | D.S.: Matthew White       |
| Androni Giocattoli-Sidermec | Androni Giocattoli-Sidermec | Androni Giocattoli-Sidermec | Eolo-Kometa Cycling Team           | Eolo-Kometa Cycling Team           | Eolo-Kometa Cycling Team           | Team DSM                  | Team DSM                      | Team DSM                  |
| 31                          | Jefferson Alexander Cepeda  | NP 19ª                      | 111                                | Manuel Belletti                    | R 6ª                               | 191                       | Jai Hindley                   | NP 14ª                    |
| 32                          | Simon Pellaud               | 69°                         | 112                                | Vincenzo Albanese                  | 75°                                | 192                       | Nikias Arndt                  | 62°                       |
| 33                          | Andrij Ponomar              | 67°                         | 113                                | Mark Christian                     | 76°                                | 193                       | Romain Bardet                 | 7°                        |
| 34                          | Simone Ravanelli            | 71°                         | 114                                | Márton Dina                        | 100°                               | 194                       | Nico Denz                     | 102°                      |
| 35                          | Eduardo Sepúlveda           | 47°                         | 115                                | Lorenzo Fortunato                  | 16°                                | 195                       | Chris Hamilton                | 45°                       |
| 36                          | Filippo Tagliani            | 123°                        | 116                                | Francesco Gavazzi                  | 29°                                | 196                       | Max Kanter                    | 116°                      |
| 37                          | Natnael Tesfatsion          | 92°                         | 117                                | Edward Ravasi                      | 46°                                | 197                       | Nicolas Roche                 | 59°                       |
| 38                          | Nicola Venchiarutti         | 132°                        | 118                                | Samuele Rivi                       | 129°                               | 198                       | Michael Storer                | 31°                       |
| D.S.: Giovanni Ellena       | D.S.: Giovanni Ellena       | D.S.: Giovanni Ellena       | D.S.: Stefano Zanatta              | D.S.: Stefano Zanatta              | D.S.: Stefano Zanatta              | D.S.: Matthew Winston     | D.S.: Matthew Winston         | D.S.: Matthew Winston     |
| Astana-Premier Tech         | Astana-Premier Tech         | Astana-Premier Tech         | Groupama-FDJ                       | Groupama-FDJ                       | Groupama-FDJ                       | Team Qhubeka Assos        | Team Qhubeka Assos            | Team Qhubeka Assos        |
| 41                          | Aleksandr Vlasov            | 4°                          | 121                                | Rudy Molard                        | 37°                                | 201                       | Giacomo Nizzolo (Lin.) (Lin.) | NP 15ª                    |
| 42                          | Samuele Battistella         | 82°                         | 122                                | Matteo Badilatti                   | 34°                                | 202                       | Victor Campenaerts            | NP 17ª                    |
| 43                          | Fabio Felline               | NP 20ª                      | 123                                | Antoine Duchesne                   | 115°                               | 203                       | Kilian Frankiny               | 57°                       |
| 44                          | Gorka Izagirre              | 19°                         | 124                                | Simon Guglielmi                    | 90°                                | 204                       | Bert-Jan Lindeman             | 122°                      |
| 45                          | Vadim Pronskij              | 40°                         | 125                                | Sébastien Reichenbach              | R 16ª                              | 205                       | Domenico Pozzovivo            | NP 7ª                     |
| 46                          | Luis León Sánchez (Lin.)    | 33°                         | 126                                | Romain Seigle                      | 88°                                | 206                       | Mauro Schmid                  | 93°                       |
| 47                          | Matteo Sobrero              | 61°                         | 127                                | Attila Valter                      | 14°                                | 207                       | Max Walscheid                 | 124°                      |
| 48                          | Harold Tejada               | 36°                         | 128                                | Lars van den Berg                  | 64°                                | 208                       | Łukasz Wiśniowski             | 131°                      |
| D.S.: Giuseppe Martinelli   | D.S.: Giuseppe Martinelli   | D.S.: Giuseppe Martinelli   | D.S.: Philippe Mauduit             | D.S.: Philippe Mauduit             | D.S.: Philippe Mauduit             | D.S.: Gabriele Missaglia  | D.S.: Gabriele Missaglia      | D.S.: Gabriele Missaglia  |
| Bahrain Victorious          | Bahrain Victorious          | Bahrain Victorious          | Intermarché-Wanty-Gobert Matériaux | Intermarché-Wanty-Gobert Matériaux | Intermarché-Wanty-Gobert Matériaux | Trek-Segafredo            | Trek-Segafredo                | Trek-Segafredo            |
| 51                          | Mikel Landa                 | R 5ª                        | 131                                | Jan Hirt                           | 26°                                | 211                       | Vincenzo Nibali               | 18°                       |
| 52                          | Yukiya Arashiro             | 77°                         | 132                                | Quinten Hermans                    | 43°                                | 212                       | Gianluca Brambilla            | R 19ª                     |
| 53                          | Pello Bilbao (Cr.)          | 13°                         | 133                                | Wesley Kreder                      | 128°                               | 213                       | Giulio Ciccone                | NP 18ª                    |
| 54                          | Damiano Caruso              | 2°                          | 134                                | Riccardo Minali                    | 143°                               | 214                       | Koen de Kort                  | 134°                      |
| 55                          | Gino Mäder                  | R 12ª                       | 135                                | Andrea Pasqualon                   | 72°                                | 215                       | Amanuel Gebreigzabhier        | 63°                       |
| 56                          | Matej Mohorič               | R 9ª                        | 136                                | Simone Petilli                     | 44°                                | 216                       | Bauke Mollema                 | 28°                       |
| 57                          | Jan Tratnik                 | 70°                         | 137                                | Rein Taaramäe                      | 51°                                | 217                       | Jacopo Mosca                  | 52°                       |
| 58                          | Rafael Valls                | 96°                         | 138                                | Taco van der Hoorn                 | 107°                               | 218                       | Matteo Moschetti              | 141°                      |
| D.S.: Gorazd Štangelj       | D.S.: Gorazd Štangelj       | D.S.: Gorazd Štangelj       | D.S.: Valerio Piva                 | D.S.: Valerio Piva                 | D.S.: Valerio Piva                 | D.S.: Kim Andersen        | D.S.: Kim Andersen            | D.S.: Kim Andersen        |
| Bardiani-CSF-Faizanè        | Bardiani-CSF-Faizanè        | Bardiani-CSF-Faizanè        | Israel Start-Up Nation             | Israel Start-Up Nation             | Israel Start-Up Nation             | UAE Team Emirates         | UAE Team Emirates             | UAE Team Emirates         |
| 61                          | Giovanni Visconti           | 95°                         | 141                                | Daniel Martin                      | 10°                                | 221                       | Davide Formolo                | 15°                       |
| 62                          | Enrico Battaglin            | 85°                         | 142                                | Patrick Bevin                      | 48°                                | 222                       | Valerio Conti                 | 89°                       |
| 63                          | Giovanni Carboni            | 35°                         | 143                                | Matthias Brändle (Cr.)             | 130°                               | 223                       | Alessandro Covi               | 38°                       |
| 64                          | Filippo Fiorelli            | 108°                        | 144                                | Davide Cimolai                     | 127°                               | 224                       | Joseph Dombrowski             | NP 6ª                     |
| 65                          | Davide Gabburo              | 106°                        | 145                                | Alessandro De Marchi               | R 12ª                              | 225                       | Fernando Gaviria              | 109°                      |
| 66                          | Umberto Marengo             | 139°                        | 146                                | Alex Dowsett (Cr.)                 | R 12ª                              | 226                       | Juan Sebastián Molano         | 126°                      |
| 67                          | Filippo Zana                | 73°                         | 147                                | Krists Neilands                    | NP 2ª                              | 227                       | Maximiliano Richeze           | 137°                      |
| 68                          | Samuele Zoccarato           | 105°                        | 148                                | Guy Niv                            | 74°                                | 228                       | Diego Ulissi                  | 17°                       |
| D.S.: Roberto Reverberi     | D.S.: Roberto Reverberi     | D.S.: Roberto Reverberi     | D.S.: Ján Valach                   | D.S.: Ján Valach                   | D.S.: Ján Valach                   | D.S.: Marco Marzano       | D.S.: Marco Marzano           | D.S.: Marco Marzano       |
| Bora-Hansgrohe              | Bora-Hansgrohe              | Bora-Hansgrohe              | Jumbo-Visma                        | Jumbo-Visma                        | Jumbo-Visma                        |                           |                               |                           |
| 71                          | Peter Sagan                 | 117°                        | 151                                | George Bennett (Lin.)              | 11°                                |                           |                               |                           |
| 72                          | Giovanni Aleotti            | 80°                         | 152                                | Edoardo Affini                     | 113°                               |                           |                               |                           |
| 73                          | Cesare Benedetti            | 103°                        | 153                                | Koen Bouwman                       | 12°                                |                           |                               |                           |
| 74                          | Maciej Bodnar               | 136°                        | 154                                | David Dekker                       | NP 14ª                             |                           |                               |                           |
| 75                          | Emanuel Buchmann            | R 15ª                       | 155                                | Tobias Foss                        | 9°                                 |                           |                               |                           |
| 76                          | Matteo Fabbro               | 32°                         | 156                                | Dylan Groenewegen                  | NP 14ª                             |                           |                               |                           |
| 77                          | Felix Großschartner         | 42°                         | 157                                | Paul Martens                       | 99°                                |                           |                               |                           |
| 78                          | Daniel Oss                  | 112°                        | 158                                | Jos van Emden                      | R 15ª                              |                           |                               |                           |
| D.S.: Nicki Sørensen        | D.S.: Nicki Sørensen        | D.S.: Nicki Sørensen        | D.S.: Arthur van Dongen            | D.S.: Arthur van Dongen            | D.S.: Arthur van Dongen            |                           |                               |                           |

### Legenda
| Legenda          | Legenda | Legenda        | Legenda                                                  |
| ---------------- | --- | -------------- | -------------------------------------------------------- |
| Dorsale          | Dorsale di partenza del ciclista | Posizione      | Posizione finale nella classifica generale               |
| Maglia rosa      | Indica il vincitore della classifica generale                                                                                        | Maglia azzurra | Indica il vincitore della classifica dei GPM             |
| Maglia ciclamino | Indica il vincitore della classifica a punti                                                                                         | Maglia bianca  | Indica il vincitore della classifica dei giovani         |
| NP               | Indica un ciclista che non è ripartito in una tappa la mattina                                                                       | R              | Indica un ciclista che si è ritirato in una tappa        |
| FTM              | Indica un ciclista che ha concluso una tappa fuori tempo, ossia ha impiegato più tempo rispetto a quanto stabilito dal tempo massimo | EX             | Corridore escluso per non aver rispettato il regolamento |

## Corridori per nazione
Le nazionalità rappresentate nella manifestazione sono 33; in tabella il numero dei ciclisti suddivisi per la propria nazione di appartenenza:
| Numero ciclisti | Nazione                                                                                    |
| --------------- | ------------------------------------------------------------------------------------------ |
| 55              | Italia                                                                                     |
| 17              | Belgio                                                                                     |
| 13              | Francia                                                                                    |
| 12              | Paesi Bassi                                                                                |
| 10              | Spagna                                                                                     |
| 8               | Australia, Germania                                                                        |
| 6               | Colombia, Gran Bretagna, Svizzera                                                          |
| 4               | Stati Uniti                                                                                |
| 3               | Ecuador, Eritrea, Polonia, Portogallo                                                      |
| 2               | Argentina, Austria, Danimarca, Estonia, Ungheria, Irlanda, Nuova Zelanda, Russia, Slovenia |
| 1               | Canada, Rep. Ceca, Israele, Giappone, Kazakistan, Lettonia, Norvegia, Slovacchia, Ucraina  |

### Quadro d'insieme nazionalità e tappe
| Nazione       | Corridori partenti | Corridori arrivati | Tappe vinte                                                                                               |
| ------------- | ------------------ | ------------------ | --- |
| Argentina     | 2                  | 2                  | 0 |
| Australia     | 8                  | 5                  | 2 (2 Caleb Ewan)                                                                                          |
| Austria       | 2                  | 2                  | 0 |
| Belgio        | 17                 | 11                 | 2 (Tim Merlier, Victor Campenaerts)                                                                       |
| Canada        | 1                  | 1                  | 0 |
| Colombia      | 6                  | 6                  | 2 (2 Egan Bernal)                                                                                         |
| Danimarca     | 2                  | 2                  | 0 |
| Ecuador       | 3                  | 1                  | 0 |
| Eritrea       | 3                  | 2                  | 0 |
| Estonia       | 2                  | 2                  | 0 |
| Francia       | 13                 | 8                  | 1 (Victor Lafay)                                                                                          |
| Germania      | 8                  | 6                  | 0 |
| Giappone      | 1                  | 1                  | 0 |
| Gran Bretagna | 6                  | 5                  | 1 (Simon Yates)                                                                                           |
| Irlanda       | 2                  | 2                  | 1 (Daniel Martin)                                                                                         |
| Israele       | 1                  | 1                  | 0 |
| Italia        | 55                 | 47                 | 7 (2 Filippo Ganna, Andrea Vendrame, Giacomo Nizzolo, Lorenzo Fortunato, Alberto Bettiol, Damiano Caruso) |
| Kazakistan    | 1                  | 1                  | 0 |
| Lettonia      | 1                  | 0                  | 0 |
| Norvegia      | 1                  | 1                  | 0 |
| Nuova Zelanda | 2                  | 2                  | 0 |
| Paesi Bassi   | 12                 | 9                  | 1 (Taco van der Hoorn)                                                                                    |
| Polonia       | 3                  | 2                  | 0 |
| Portogallo    | 3                  | 2                  | 0 |
| Rep. Ceca     | 1                  | 1                  | 0 |
| Russia        | 2                  | 1                  | 0 |
| Slovacchia    | 1                  | 1                  | 1 (Peter Sagan)                                                                                           |
| Slovenia      | 2                  | 1                  | 0 |
| Spagna        | 10                 | 8                  | 0 |
| Svizzera      | 6                  | 4                  | 2 (Gino Mäder, Mauro Schmid)                                                                              |
| Stati Uniti   | 4                  | 3                  | 1 (Joseph Dombrowski)                                                                                     |
| Ucraina       | 1                  | 1                  | 0 |
| Ungheria      | 2                  | 2                  | 0 |
| Totale        | 184                | 143                | 21 |